# Borebi
Borebi este un oraș în São Paulo (SP), Brazilia.